# Mistrzostwa Świata w Lekkoatletyce 1983 – maraton kobiet

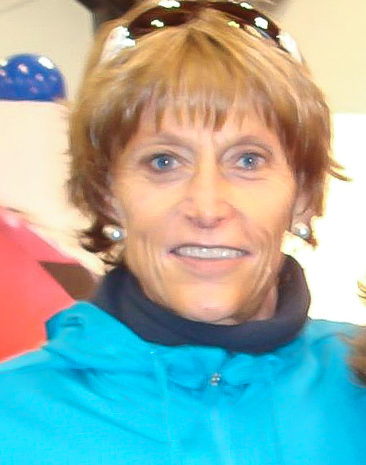
Mistrzyni świata Grete Waitz

Bieg maratoński kobiet – jedna z konkurencji biegowych rozgrywanych podczas lekkoatletycznych mistrzostw świata w 1983. Meta znajdowała się na Stadionie Olimpijskim w Helsinkach.

## Terminarz
| Data       |       |
| ---------- | ----- |
| 7 sierpnia | Finał |

## Rekordy
|               | Zawodniczka | Wynik   | Miejsce | Data                  |
| ------------- | ----------- | ------- | ------- | --------------------- |
| Rekord świata | Joan Benoit | 2:22:43 | Boston  | 18 kwietnia 1983(dts) |

## Wyniki
| Poz. | Imię i nazwisko            | Reprezentacja     | Wynik    | Uwagi |
| ---- | -------------------------- | ----------------- | -------- | ----- |
| 1    | Grete Waitz                | Norwegia          | 2:28:09  |       |
| 2    | Marianne Dickerson         | Stany Zjednoczone | 2:31:09  |       |
| 3    | Raisa Smiechnowa           | ZSRR              | 2:31:13  | [ 2 ] |
| 4    | Rosa Mota                  | Portugalia        | 2:31:50  |       |
| 5    | Jacqueline Gareau          | Kanada            | 2:32:35  |       |
| 6    | Laura Fogli                | Włochy            | 2:33:31  |       |
| 7    | Regina Joyce               | Irlandia          | 2:33:52  |       |
| 8    | Tuija Toivonen             | Finlandia         | 2:34:14  | [ 3 ] |
| 9    | Joyce Smith                | Wielka Brytania   | 2:34:27  |       |
| 10   | Łucja Bielajewa            | ZSRR              | 2:34:44  |       |
| 11   | Rita Marchisio             | Włochy            | 2:35:08  |       |
| 12   | Debbie Eide                | Stany Zjednoczone | 2:36:17  |       |
| 13   | Carey May                  | Irlandia          | 2:36:28  |       |
| 14   | Glenys Quick               | Nowa Zelandia     | 2:37:14  |       |
| 15   | Monika Lövenich            | RFN               | 2:39:19  |       |
| 16   | Marja Vartiainen           | Finlandia         | 2:39:22  |       |
| 17   | Carla Beurskens            | Holandia          | 2:39:25  |       |
| 18   | Karolina Szabó             | Węgry             | 2:40:23  |       |
| 19   | Christa Vahlensieck        | RFN               | 2:40:43  |       |
| 20   | Magda Ilands               | Belgia            | 2:40:52  |       |
| 21   | Cindy Hamilton             | Kanada            | 2:41:27  |       |
| 22   | Kathryn Binns              | Wielka Brytania   | 2:42:12  |       |
| 23   | Zoja Iwanowa               | ZSRR              | 2:43:27  |       |
| 24   | Ngaire Drake               | Nowa Zelandia     | 2:43:51  |       |
| 25   | Jill Colwell               | Australia         | 2:45:07  |       |
| 26   | Jackie Turney              | Australia         | 2:45:43  |       |
| 27   | Sinikka Keskitalo          | Finlandia         | 2:46:10  |       |
| 28   | Dorothy Goertzen           | Kanada            | 2:46:38  |       |
| 29   | Kersti Jacobsen            | Dania             | 2:46:48  |       |
| 30   | Ilona Zsilak               | Węgry             | 2:46:48  |       |
| 31   | Mieko Tajima               | Japonia           | 2:47:10  |       |
| 32   | Tuulikki Raisanen          | Szwecja           | 2:47:29  |       |
| 33   | Jarmila Urbanová           | Czechosłowacja    | 2:48:28  |       |
| 34   | Mary O’Connor              | Nowa Zelandia     | 2:48:44  |       |
| 35   | Yuko Gordon                | Hongkong          | 2:48:51  |       |
| 36   | Zehava Shmueli             | Izrael            | 2:49:07  |       |
| 37   | Mette Holm-Hansen          | Dania             | 2:49:43  |       |
| 38   | Lone Dybdahl               | Dania             | 2:49:43  |       |
| 39   | Megan Sloane               | Australia         | 2:51:11  |       |
| 40   | Elizabeth Oberli-Schuh     | Wenezuela         | 2:51:30  |       |
| 41   | Evy Palm                   | Szwecja           | 2:51:49  |       |
| 42   | Heidi Jacobsen             | Norwegia          | 2:52:51  |       |
| 43   | Midde Hamrin               | Szwecja           | 2:52:53  |       |
| 44   | Deirdre Foreman-Nagle      | Irlandia          | 2:53:07  |       |
| 45   | Iciar Martínez             | Hiszpania         | 2:53:247 |       |
| 46   | Rita Borralho              | Portugalia        | 2:53:41  |       |
| 47   | Oddrun Hovsengen           | Norwegia          | 2:54:04  |       |
| 48   | Maria-Luisa Ronquillo      | Meksyk            | 2:56:33  |       |
| 49   | Rumiko Kaneko              | Japonia           | 2:58:53  |       |
| 50   | Son Yong-hi                | Korea Północna    | 2:59:10  |       |
| 51   | Kim Myong-suk              | Korea Północna    | 3:12:41  |       |
| –    | Julie Brown                | Stany Zjednoczone | DNF      |       |
| –    | Kandasamy Jayamani         | Singapur          | DNF      |       |
| –    | Chantal Langlacé           | Francja           | DNF      |       |
| –    | Yupin Lohachart            | Tajlandia         | DNF      |       |
| –    | Alba Milana                | Włochy            | DNF      |       |
| –    | Charlotte Teske            | RFN               | DNF      |       |
| –    | Wu Jinmei                  | Chiny             | DNF      |       |
| –    | Kao Yueh-mei               | Chińskie Tajpej   | DNF      |       |
| –    | Amy Cesaretti              | San Marino        | DNS      |       |
| –    | Marie-Christine Deurbroeck | Belgia            | DNS      |       |
| –    | Winnie Ng                  | Hongkong          | DNS      |       |
| –    | Glynis Penny               | Wielka Brytania   | DNS      |       |